# Буан (Ланд)
Буан (фр. Buanes) насеље је и општина у југозападној Француској у региону Аквитанија, у департману Ланд која припада префектури Мон де Марсан.
По подацима из 2011. године у општини је живело 279 становника, а густина насељености је износила 42,15 становника/km². Општина се простире на површини од 6,62 km². Налази се на средњој надморској висини од 135 метара (максималној 149 m, а минималној 69 m).

## Демографија
| 1962. | 1968. | 1975. | 1982. | 1990. | 1999. | 2011. |
| ----- | ----- | ----- | ----- | ----- | ----- | ----- |
| 176   | 180   | 174   | 189   | 173   | 199   | 279   |

График промене броја становника у току последњих година